# 朱英 (1956年)
朱英（1956年10月—），湖北武汉人。中华人民共和国教育部长江学者特聘教授，华中师范大学中国近代史研究所所长、教授，主要从事中国近代史研究。

## 著作
- 《辛亥革命时期新式商人社团研究》
- 《中国早期资产阶级概论》
- 《晚清经济政策与改革措施》
- 《近代中国商会、行会及商团新论》
- 《近代中国商人与社会》
- 《转型时期的社会与国家——以近代中国商会为主体的历史透视》
- 《商民运动研究（1924-1930）》